# 한국삼공
한국삼공(韓國三共,Korea SamGong)은 농작물 판매, 입제, 유제, 농약을 쓰는 회사이다. 1930년 한국삼공의 전신인 조선삼공(주)를 창립하고, 1968년 조선삼공(주)에서 한국삼공 주식회사로 변경되었다.
1992년 한국삼공 새 CI를 선언했다.

## 역사
한국삼공은 현재 조선삼공(주)를 창립하였고, 창업자인 한광호 씨가 취임했다. 1930년 조선삼공 창립하였고, 한국 농약 산업을 만들었다. 1963년 백수의약에서 조선삼공(주)로 설립하였으나, 1968년 조선삼공(주)에서 한국삼공으로 상호명을 변경되었다.
1968년 한광호 대표이사 취임했고, 중구 필동로 설립하였다. 본사 및 공장에서 동대문구 답십리동으로 이전하였고, 유제 및 합성공장 증축했고, 1970년부터 본사로 이전하였다. 제초제 이사-디 생산했고, 식물생장촉진제 아토닉으로 생산하였다.
1972년 서울 종로 묘동에서 이전하였다. 1973년 수원공장에서 기공했고 1973년부터 용산 본사로 이전하였다. 1979년 원제합성회사 서한화학(주)에 설립하였다.
1986년 서울시 종로구 평창동으로 이전하였고,농약을 생산하였고, 서한화학(주)에 합병되어 다시 한국삼공으로 이전하였다. 1990년대 한들 농약을 생산하고, 지난 1991년대 나왔던 농약에 대한  것은 광고주에 대하여 설명하는 내용이다. 따라서 1992년부터 한국삼공 새CI를 선언해 왔다. 2009년부터 서울시 서초구 본사로 이전했고, 한국삼공에서 SG한국삼공로 상호 변경되었다.

## 농약
사용 시 방제복을 착용하시고 사용 후 몸을 비눗물로 씻으십시오.

- 제초제
- 입제
- 액상수화제
- 유제

## 사업장 안내
- 본사 : 서울특별시 서초구 강남대로 285 태우빌딩
- 연구소 : 전북 김제시 금구면 콩쥐팥쥐로 788-12
- 공장 : 전북 익산시 낭산면 산단구평길 125-22

## 삼공이 캐릭터를 소개합니다
- 광고에 나왔던 농작물 삼공이. 유튜브에서 TV광고를 볼 수 있다.

삼공 삼공 삼공이
농작물 친구 삼공이
삼공 삼공이 한국 삼공 삼공이
(슈비두바 따뚜따 따뚜 따뚜 바빱바)
삼공 삼공 삼공이 농작물 친구 삼공이
삼공 삼공 삼공이~
대한민국 농업 지킴이
삼공이~한국삼공

30초 버전

삼공 삼공 삼공이
농작물 친구 삼공이
삼공 삼공 삼공이 한국 삼공 삼공이
(따뚜 따뚜 바빱바)
삼공 삼공 삼공이 농작물 친구 삼공이
대한민국 농업지킴이
삼공이 한국삼공~

20초 버전

캐릭터
삼공이
파란이
농심이

## 계열사 및 관계사
- 한광호농업상
- 삼공중국유한공사 (三共中國有韓共社)
- 화정박물관
- 농업회사법인와스팜